# モザイクカケラ
「モザイクカケラ」は、SunSet Swishのメジャー3枚目、通算6枚目のシングル。2007年2月28日にSME Recordsから発売された。再録音版は2023年3月22日にY-Labelより発売された。

## 解説
前作から約4か月ぶりのリリース。表題曲は、アニメ『コードギアス 反逆のルルーシュ』のエンディングテーマに起用され、「マイペース」以来、3度目となるアニメタイアップとなった。なお、オリコンウィークリーチャートでは、「マイペース」以来、また、メジャーデビュー後初となるトップ10入りを果たした。
「モザイクカケラ」は、アニメソングということから、文化放送の『こむちゃっとカウントダウン』のチャートにも2007年3月10日付から登場した。登場後は順位を上げてゆき、登場6週目（同年4月14日付）から2週連続で首位を獲得。SME Recordsレーベルの楽曲が同チャート首位を獲得したのは、ポルノグラフィティの「メリッサ」以来3年7か月ぶりとなった。同チャートには12週連続で登場し、また、2007年の年間チャートでも11位となった。
初回仕様は、描き下ろし「コードギアス」イラストワイドキャップ仕様となっており、特典として、アシュフォード学園学生証（カレン）、「黒の騎士団」入団許可証応募ハガキ、SunSet Swishセカンドワンマンライブツアー先行予約案内が封入されている。
公式ページのキャッチコピーは、『そのメロディーは、頭から離れない。』。

## 収録曲
全曲 作詞・作曲：石田順三、編曲：坂本昌之・SunSet Swish
1. モザイクカケラ [4:38]
  - MBS・TBS系テレビアニメ『コードギアス 反逆のルルーシュ』エンディングテーマ[1]。
  - PVは、全編CG合成で制作されている。
  - 「モザイクカケラ」というタイトルには「人生の模様をモザイクに例え、そのカケラがどのように人生を造っていくのか」といった意味が込められている[2]。
2. 輝き [5:32]
3. マイペース（Premium Live Ver.） [5:39]
4. モザイクカケラ（CODE GEASS Ending Ver.）
5. モザイクカケラ（オリジナル・カラオケ）

## 収録アルバム
- PASSION（#1, #2）
- SunSet Swish 5th Anniversary Complete Best（#1）
- CODE GEASS COMPLETE BEST（#1）

## カバー
- 三船美優（原田彩楓） - ゲーム『アイドルマスター シンデレラガールズ スターライトステージ』収録曲として2019年10月18日に追加。翌年2020年1月8日発売のシングル「THE IDOLM@STER CINDERELLA GIRLS STARLIGHT MASTER 35 Palette」に収録された。